# Leichtathletik-Europameisterschaften 1969/Diskuswurf der Männer

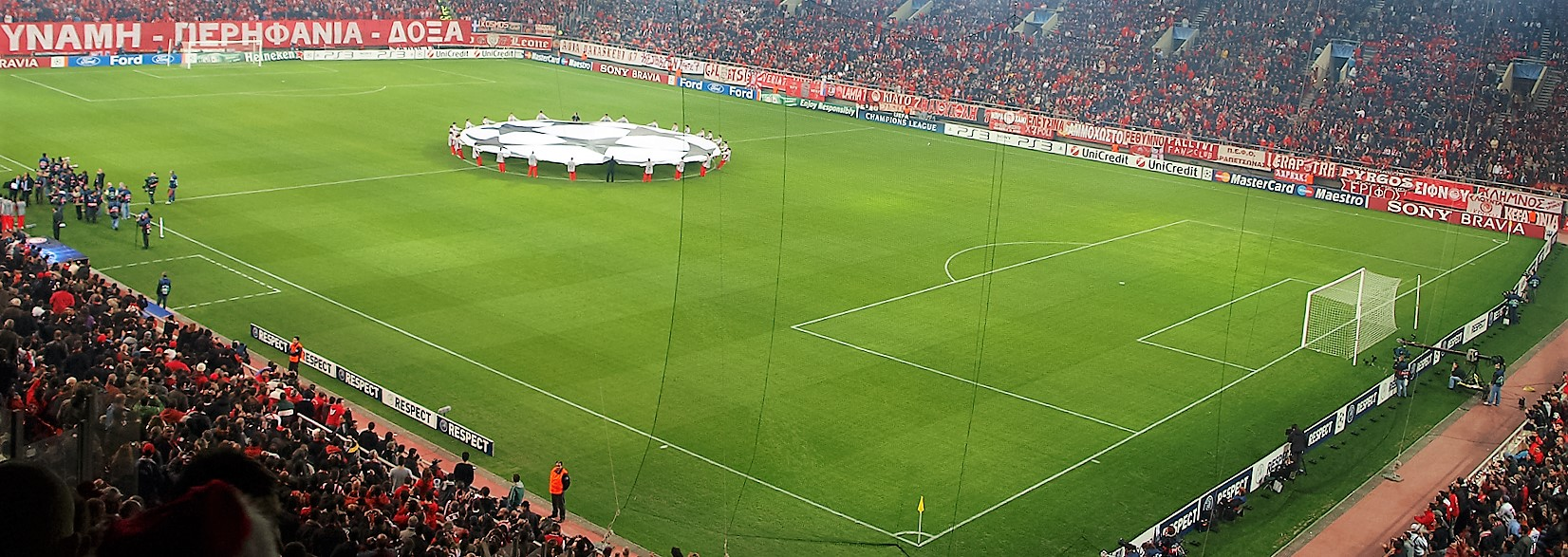
Das Karaiskakis-Stadion im Jahr 2009

Der Diskuswurf der Männer bei den Leichtathletik-Europameisterschaften 1969 wurde am 16. und 17. September 1969 im Athener Karaiskakis-Stadion ausgetragen.
In diesem Wettbewerb errangen die Werfer aus der DDR mit Gold und Bronze zwei Medaillen. Europameister wurde der EM-Zweite von 1966 Hartmut Losch. Rang zwei belegte der Schwede Ricky Bruch. Der Olympiazweite von 1968 und EM-Dritte von 1966 Lothar Milde gewann Bronze.

## Rekorde

### Bestehende Rekorde
| Weltrekord   | 68,40 m | Jay Silvester  | Reno, USA           | 18. September 1968 |
| Europarekord | 66,48 m | Ludvík Daněk   | Long Beach, USA     | 8. Juni 1969       |
| EM-Rekord    | 57,54 m | Witautas Jaras | EM Budapest, Ungarn | 30. August 1966    |

### Rekordverbesserung
Europameister Hartmut Losch aus der DDR verbesserte den bestehenden Meisterschaftsrekord bei diesen Europameisterschaften zweimal:
- 59,86 m – Qualifikation am 16. September
- 61,82 m – Finale am 17. September

## Qualifikation
16. September 1969, 18.00 Uhr
Zwanzig Teilnehmer traten zur Qualifikation an. Fünf Athleten (hellblau unterlegt) übertrafen die Qualifikationsweite für den direkten Finaleinzug von 58,00 m. Damit war die Mindestanzahl von eigentlich zwölf Finalteilnehmern nicht erreicht. Das Finalfeld wurde mit den acht nächsten bestplatzierten Sportlern (hellgrün unterlegt) auf dreizehn Werfer aufgefüllt. So reichten schließlich 53,38 m für die Finalteilnahme.
Es wird nicht ganz klar, warum hier dreizehn Athleten zum Finale zugelassen wurden – der Normalfall wären zwölf Sportler, es sei denn, mehr als zwölf Werfer hätten die Qualifikationsweite übertroffen oder es gäbe identische Weiten für mehr als einen Teilnehmer auf Rang zwölf. Beides war hier jedoch nicht der Fall. Es gibt allerdings abweichende Angaben für den Schweden Ricky Bruch. In einer Quelle – bei todorf 66 – wird Bruch als Qualifikationsfünfter benannt – auch hier wird sein Name allerdings mit einem Fragezeichen belegt. Bei european-athletics.org dagegen findet sich Bruch unter den Werfern ohne gültigen Versuch. Es könnte spekuliert werden, dass es Unklarheiten gab zur Gültigkeit seines Versuchs, mit dem er sich für das Finale qualifiziert hatte/hätte, und ihm deshalb als dreizehntem Athleten ein Startrecht im Finale eingeräumt wurde.
| Platz | Name                  | Nation           | Weite (m)                    |
| ----- | --------------------- | ---------------- | ---------------------------- |
| 1     | Hartmut Losch         | DDR              | 59,86 CR                     |
| 2     | Ferenc Tégla          | Ungarn           | 58,42                        |
| 3     | Lothar Milde          | DDR              | 58,40                        |
| 4     | Ludvík Daněk          | Tschechoslowakei | 58,14                        |
| 5     | Ricky Bruch           | Schweden         | 58,00 – siehe Anmerkung oben |
| 6     | Wladimir Ljachow      | Sowjetunion      | 57,66                        |
| 7     | Edmund Piątkowski     | Polen            | 56,70                        |
| 8     | Kaj Andersen          | Norwegen         | 55,46                        |
| 9     | Günter Schaumburg     | DDR              | 55,36                        |
| 10    | Jaroslav Vidrna       | Tschechoslowakei | 54,54                        |
| 11    | Edy Hubacher          | Schweiz          | 53,88                        |
| 12    | Géza Fejér            | Ungarn           | 53,44                        |
| 13    | Jouko Montonen        | Finnland         | 53,38                        |
| 14    | Bill Tancred          | Großbritannien   | 53,30                        |
| 15    | Zbigniew Gryżboń      | Polen            | 50,70                        |
| 16    | Erlendur Valdimarsson | Island           | 49,84                        |
| 17    | János Murányi         | Ungarn           | 49,76                        |
| 18    | Pete Tancred          | Großbritannien   | 48,24                        |
| NM    | Pentti Kahma          | Finnland         | ogV                          |
| NM    | Nikolaos Tsiaras      | Griechenland     | ogV                          |

## Finale
17. September 1969, 16.00 Uhr
| Platz | Name              | Nation           | Weite (m) |
| ----- | ----------------- | ---------------- | --------- |
| 1     | Hartmut Losch     | DDR              | 61,82 CR  |
| 2     | Ricky Bruch       | Schweden         | 61,08     |
| 3     | Lothar Milde      | DDR              | 59,34     |
| 4     | Ludvík Daněk      | Tschechoslowakei | 59,30     |
| 5     | Wladimir Ljachow  | Sowjetunion      | 59,10     |
| 6     | Ferenc Tégla      | Ungarn           | 58,18     |
| 7     | Günter Schaumburg | DDR              | 57,88     |
| 8     | Kaj Andersen      | Norwegen         | 56,26     |
| 9     | Jaroslav Vidrna   | Tschechoslowakei | 55,70     |
| 10    | Géza Fejér        | Ungarn           | 55,64     |
| 11    | Edy Hubacher      | Schweiz          | 54,12     |
| 12    | Edmund Piątkowski | Polen            | 53,64     |
| 13    | Jouko Montonen    | Finnland         | 53,46     |

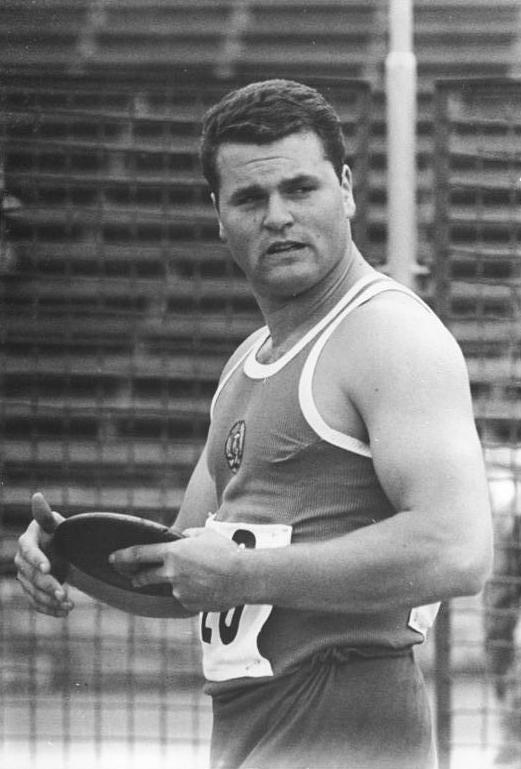
Nach der Vizeeuropameisterschaft 1966 und Rang vier bei Olympia 1968 wurde Hartmut Losch nun Europameister

Für drei Werfer aus diesem Finale liegen die Resultate ihrer einzelnen Versuche vor:
- Hartmut Losch: 58,14 m – 61,82 m – 58,62 m – x – 57,04 m – 58,54 m
- Ricky Bruch: 57,50 m – 58,82 m – 57,84 m – 60,12 m – 61,08 m – 60,84 m
- Edy Hubacher: 54,12 m – 50,32 m – 51,90 m – nicht im Finale der besten Acht, deshalb nur drei Versuche

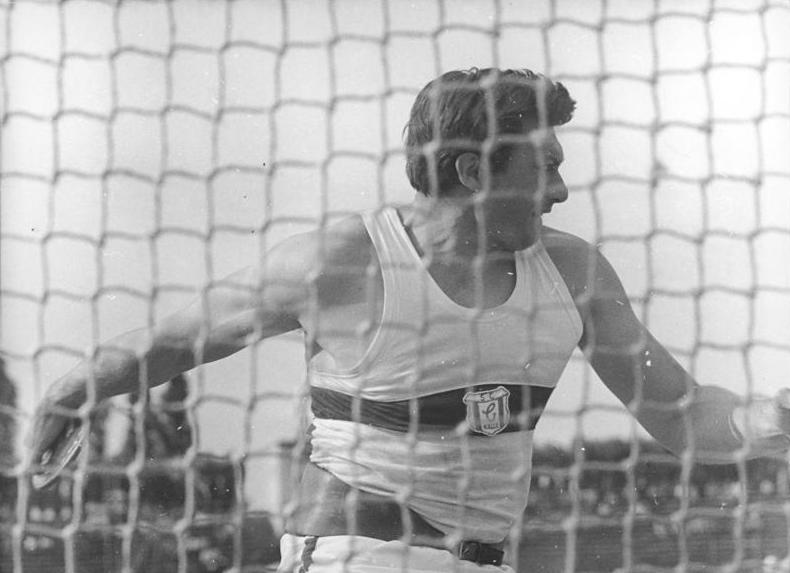
Für den Olympiazweiten von 1968 Lothar Milde gab es Bronze
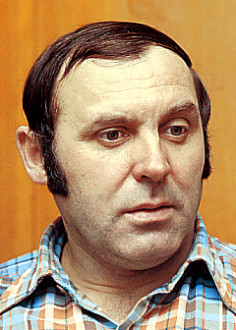
Der Olympiadritte von 1968 Ludvík Daněk belegte Rang vier – 1972 wurde er Olympiasieger
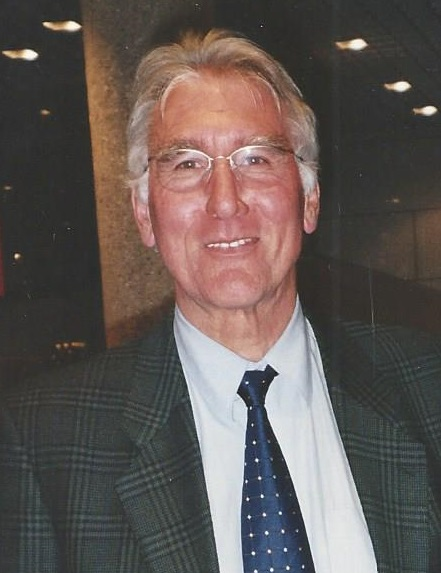
Edy Hubacher – Elfter im Diskuswurf / Zehnter im Kugelstoßen

## Video
- EUROPEAN ATHLETICS 1969 ATHENS DISCUS SILVER BRUCH GOLD LOSCH, youtube.com, abgerufen am 23. Juli 2022